# Haemaphysalis turturis
Haemaphysalis turturis är en fästingart som beskrevs av George Nuttall och Cecil Warburton 1915. Haemaphysalis turturis ingår i släktet Haemaphysalis och familjen hårda fästingar.
Artens utbredningsområde är Sri Lanka. Inga underarter finns listade i Catalogue of Life.